# Ablabesmyia hauberi
Ablabesmyia hauberi es una especie de insecto díptero. Fue descrito por primera vez en 1966 por Beck. 
Pertenece al género Ablabesmyia, familia Chironomidae.

## Distribución
Se distribuye desde Manitoba a Ontario y Florida.